# Federação de Basketball de Alagoas
A Federação de Basketball de Alagoas (FBA) é uma entidade do basquetebol em Alagoas. É fialiada a Confederação Brasileira de Basketball.

## História
A Federação de Basketball de Alagoas foi fundada em 25 de novembro de 1983, tendo Ivone Santos como sua primeira presidente. Sua primeira sede foi uma sala alugada na Avenida Tomás Espíndola, em Maceió.
Em 1995, realizou um torneio de basquete de areia junto ao Posto 7 da Praia de Jatiúca. Tornou-se reconhecida pela Confederação Brasileira de Basketball em 10 de janeiro de 2003 pelo então presidente Gerasime Bosikis, o Grego.